# Dwór w Mirocinie Górnym
Dwór w Mirocinie Górnym – dwór z XVIII w. we wsi Mirocin Górny, w województwie lubuskim, w powiecie nowosolskim, w gminie Kożuchów z  parkiem dworskim z  końca XIX w. i oficyną dworską (nr 88), wpisanymi do rejestru zabytków nieruchomych województwa lubuskiego.
Dwór położony na wyspie, przebudowany został w XVIII w. na pałac.

## Opis
Z inicjatywy Georga Gottharda von Dyhernn (1848-1878) w miejscu obronnego dworu otoczonego fosą wzniesiono dwupiętrowy barokowy pałac nakryty dachem, w latach 20–30 XX w. czterospadowym. Obiekt został wybudowany na planie litery U z wewnętrznym prostokątnym dziedzińcem, otoczonym drewnianym krużgankiem w XIX w., za panowania Paula barona von Dyherrn (zm. 1906), zastąpionym arkadowym murowanym, wspartym na kamiennych, kanelowanych kolumnach a dziedziniec nakryto szklanym dachem. Skrzydła boczne połączono piętrowym łącznikiem. Do pałacu prowadziły dwa mosty: do wejścia głównego od strony południowej i od strony zachodniej do obszernego ogrodu w XIX w. przekształconego w park krajobrazowy. W parku znajdują się do dzisiaj pozostałości nieczynnej fontanny. Na początku XX w. pałac stał się własnością kpt. Carla von Schell, a w 1937 Juliusa Wilke. Po II wojnie światowej dwór przejął Skarb Państwa. Od 1958 obiekt bez dachu i stropów. W 2015 roku most prowadzący do dworu zawalił się, uniemożliwiając dostanie się do niego.

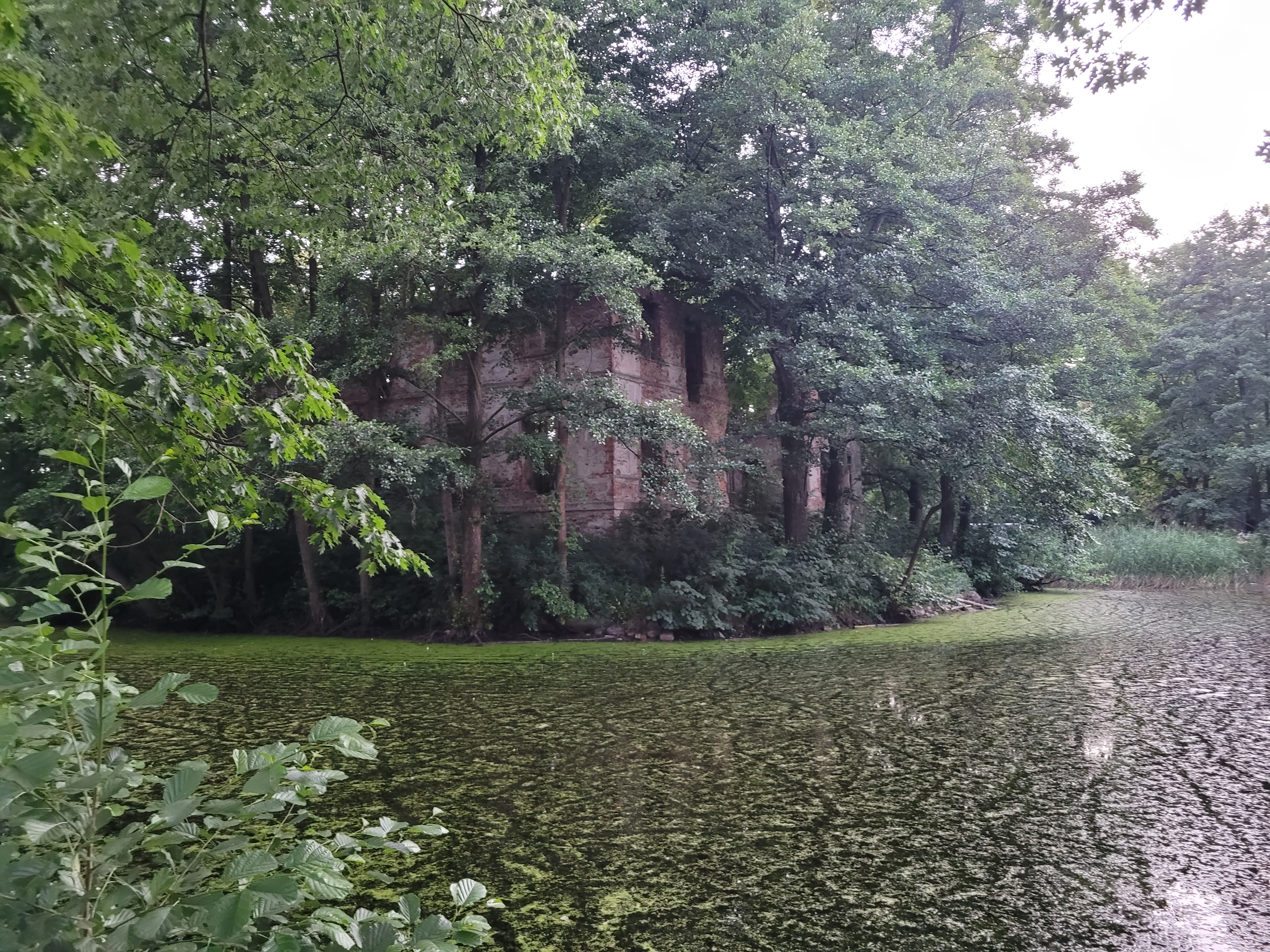
Dwór w Mirocinie Górnym w 2025 roku

Naprzeciw zawalonego mostu powstało boisko do gry w piłkę nożną.

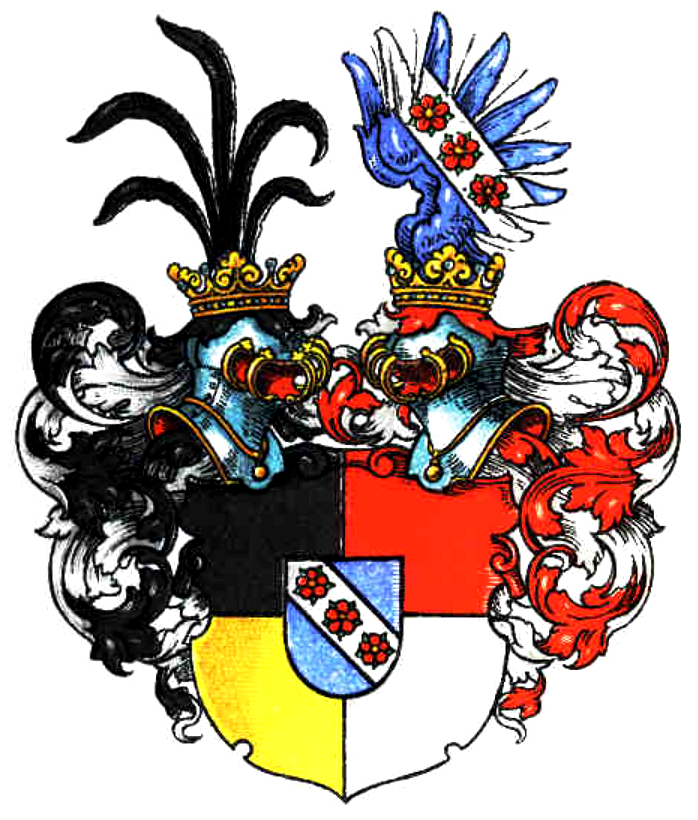
Herb Dyhrnow

## Zobacz
- Dwór w Mirocinie Średnim
- Park w Mirocinie Górnym